# Gabriella Cotta Ramusino
Gabriella Cotta Ramusino (Pallanza, 3 aprile 1942) è un'ex canoista italiana.

## Carriera
Nata a Pallanza, frazione di Verbania, nel 1942, faceva parte della Polisportiva Verbano. A 18 anni partecipò ai Giochi Olimpici di Roma 1960 nella gara del K2 500 metri, insieme a Luciana Guindani, diventando così la prima donna verbanese ad un'Olimpiade. Arrivate quarte in batteria con il tempo di 2'05"40, le due vinsero il ripescaggio in 2'08"85 e conclusero la finale al 7º posto con il tempo di 2'02"47.